# Wimpzilla
Le Wimpzilla sono ipotetiche particelle superpesanti che sarebbero all'origine della massa mancante dell'universo e dei raggi cosmici e per questo imparentate con le particelle WIMP. Questa teoria è stata formulata per la prima volta dai cosmologi Daniel Chung, Rocky Kolb e Antonio Riotto quando questi si trovavano presso il gruppo di Astrofisica teorica del Fermilab di Chicago. Si pensa che le Wimpzilla si siano create all'origine dell'universo quando c'era ancora abbastanza energia per creare particelle così massive (milioni di volte in più rispetto alle WIMP). I ricercatori stanno cercando di dimostrare l'esistenza delle Wimpzilla con varie tecniche di nuova generazione. 